# Mamadou Bagayoko (futbolista marfileño)
Mamadou Bagayoko (Costa de Marfil, 31 de diciembre de 1989) es un futbolista marfileño. Juega de lateral derecho y su actual equipo es el KV Mechelen de Bélgica.

## Selección nacional
Ha sido internacional con la selección de fútbol de Costa de Marfil.

## Clubes
| Club                 | País       | Año       |
| -------------------- | ---------- | --------- |
| Slovan Bratislava    | Eslovaquia | 2008-2015 |
| FC Artmedia (cedido) | Eslovaquia | 2009      |
| Sint-Truidense       | Bélgica    | 2015-2017 |
| Oud-Heverlee Leuven  | Bélgica    | 2017-2018 |
| KV Mechelen (cedido) | Bélgica    | 2018      |
| KV Mechelen          | Bélgica    | 2018-     |
| Red Star FC (cedido) | Francia    | 2019      |